# اینکاپنگوئن

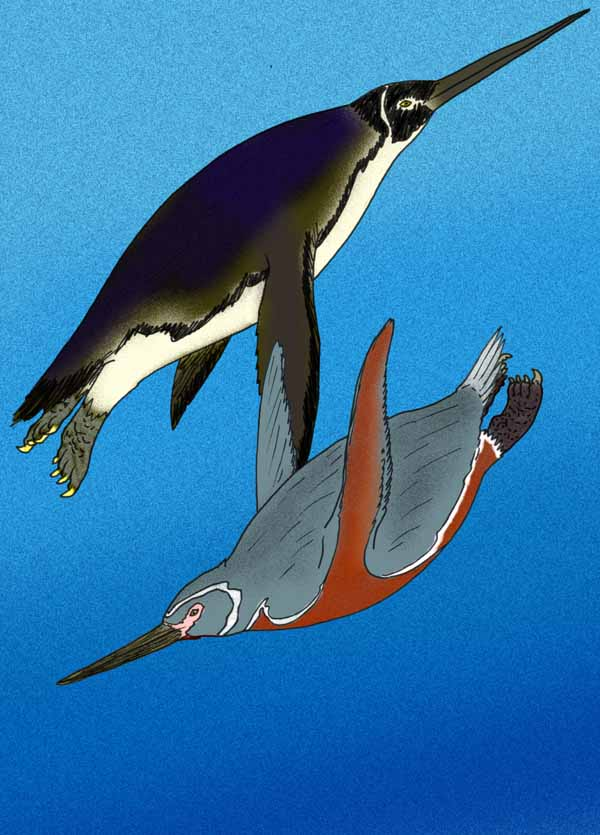

اینکاپنگوئن، پادشاه آبی یا اینکایاکو (انگلیسی: Inkayacu) سردهای منقرض‌شده از پنگوئن است که در اواخر ائوسن، حدود ۳۶ میلیون سال پیش، در سرزمین امروزی پرو زندگی می‌کرد.